# 5月のお茶会
『5月のお茶会』（ごがつのおちゃかい）は水沢めぐみによる少女漫画短編、および同作を表題とした漫画短編集。

## 概要
水沢めぐみの初コミックスで、表題作の「5月のお茶会」をはじめ、「心にそっとささやいて」、「坂道は夢を…」、「風をみつけた」、「夏草にのせて…」の全5作品が収録されている。現在は絶版。発売されたのは1981年12月で、この時、作者は高校3年生であった。

## 収録作品

### 5月のお茶会
初出『りぼん』 1980年（昭和55年）5月号　31枚
作者が高校2年生の時の作品。デビュー作から数えて3作目、本誌としては初登場の記念すべき作品で、コミックスのタイトルともなっている。川島（かわしま）さんは、読書好きの高校生。羽柴（はしば）くんは、やはり読書好きで、小学校5年生から中学校3年生まで川島さんと同じクラスにいた。高校生の今は、喫茶店でアルバイトをしている。借りっぱなしになっていた1冊の本をめぐって展開するラブストーリー。

### 心にそっとささやいて
初出『りぼん』 1979年（昭和54年）9月大増刊号　25枚
作者が高校1年生の時の作品。『りぼん』1979年7月号の第117回りぼん漫画スクールで準りぼん賞を受賞し、デビュー作となった。成績は、絵7点、ストーリー7点、センス8点、総合22点。清原彩（きよはら　あや）は、ドジでのろまな高校生。自信をなくしていた彼女の前に、不思議な転校生の藤村寛樹（ふじむら　ひろき）が現れる。宮沢賢治の「風の又三郎」を連想させる、幻想的な物語。なお作者には、これに先立って1978年9月号の第107回りぼん漫画スクールで努力賞を受賞した「ほんのちょっぴり春の風」（30枚）および1979年5月号の第115回りぼん漫画スクールで努力賞を受賞した「フレイグラント・メロディ」（30枚）の2作があるが、これらの初期の習作は単行本には収録されていない。ちなみに、りぼん漫画スクールに投稿中の修行時代には当時の本名である「加藤敦子（かとう　あつこ）」が用いられていたが、「心にそっとささやいて」が掲載された時から、現在のペンネームである「水沢めぐみ」が用いられている。

### 坂道は夢を…
初出『りぼん』 1980年（昭和55年）2月大増刊号　43枚
作者が高校1年生の時の作品。デビュー後第2作。冬美（ふゆみ）は足の不自由な高校生だが、学校が長い坂道の上にあるので、仕方なく毎日坂道を上り下りして通学している。一方、高橋二郎（たかはし　じろう）は、冬美の家に下宿している浪人生で、あだ名は「二浪君」。冬美は最初は身近にいる二郎を何とも思っておらず、かえって11年間も会ったことのない幼なじみの柊一（しゅういち）に思いを寄せていたが、紆余曲折の末、最後は二郎との間に恋が芽ばえる。なお、坂の上の学校という設定は、後の『チャイム』に受け継がれて行く。作者はコミックス『チャイム』第1巻の23頁で、最初に通っていた中学校が坂の上にあったことを語っている。

### 風をみつけた
初出『りぼん』 1981年（昭和56年）5月号　39枚
作者が高校3年生の時の作品。デビュー作から数えて6作目。広海（ひろみ）は、卓球に情熱を燃やす高校生。一方、梶田祥一（かじた　しょういち）は、広海の家とは一本の道をへだて、わずか17歩しか離れていない所に住んでいるお隣さん。しかしその道を境界線として学区が2つに分けられているため、広海と祥一は別々の学校に通っている。最初は距離のあった2人だが、卓球の試合のためのトレーニングを通じて少しずつ気持ちが通いあうようになる…。

### 夏草にのせて
初出「りぼんオリジナル」 1981年（昭和56年）秋の号　43枚
作者が高校3年生の時の作品。デビュー作から数えて7作目。楠原絵里子（くすはら えりこ）は、「哲学バカの変人」として有名であり、夏休みの宿題の倫社（倫理社会）のレポートを100枚も書いたことで、伝説的存在となっている。一方、相馬悟（そうま　さとる）は、部員がたったの2人しかいないクラシック音楽愛好クラブの部長で、ピアノのオリジナル曲の作曲に夢中。2人はふとしたきっかけで知り合い、交際がはじまるが、悟は哲学音痴、絵里子はクラシック音痴で、最初はなかなか話がかみあわない。しかし最後は、「夏草が好き」という共通点が2人を結びつける。なお、初出の『りぼんオリジナル』を見てみると、扉（作品の最初のページ）とその裏の2ページはカラーになっているが、コミックスでは同じページが白黒に置き換えられている。いずれにせよ、これが、作者がプロデビューしてはじめて手がけたカラーページと思われる。

## 書誌情報
- 水沢めぐみ『5月のお茶会』集英社〈りぼんマスコットコミックス No.220〉1981年12月発売、ISBN 978-4-08-853220-2、185ページ